# Ilya Prigogine
Ilya Prigogine, ros. Илья Романович Пригожин, Ilja Romanowicz Prigożyn (ur. 12 stycznia?/25 stycznia 1917 w Moskwie, zm. 28 maja 2003 w Brukseli) – belgijski fizyk i fizykochemik pochodzenia rosyjskiego, arystokrata, laureat Nagrody Nobla z dziedziny chemii w roku 1977 za wkład w rozwój termodynamiki nierównowagowej procesów nieodwracalnych, a w szczególności za teorię struktur dyssypatywnych.

## Życiorys
Jego ojciec, Roman Prigożyn, był inżynierem chemikiem na Politechnice Moskiewskiej. Rodzina opuściła Rosję w 1921 r. i wyemigrowała najpierw do Niemiec, a w 1929 r. osiadła na stałe w Brukseli. Prigogine studia wyższe ukończył w 1939 na Université Libre de Bruxelles, uzyskując licencjat z nauk chemicznych. Stopień doktora nauk chemicznych uzyskał w roku 1941, stopień Agregé de l'Enseignement Supérieur z chemii fizycznej w 1945 roku. Od 1947 nauczał chemii na Uniwersytecie w Brukseli (Universite Libre de Bruxelles), a później inżynierii chemicznej w Uniwersytecie Teksaskim w Austin. W 1961 r. poślubił Polkę, Marynę Prokopowicz, która wspierała go w jego pracy do końca życia.
W 1967 założył Center for Statistical Mechanics, później przemianowany na Ilya Prigogine Center for Studies in Statistical Mechanics and Complex Systems. Od 1962 był dyrektorem Międzynarodowego Instytutu Solvaya Fizyki i Chemii w Brukseli. W 1989 Prigogine otrzymał tytuł hrabiego nadany przez króla Belgii Baldwina I. Członek 64 akademii naukowych i innych organizacji, między innymi Belgijskiej Królewskiej Akademii Nauk, Literatury i Sztuk Pięknych, członek honorowy Polskiego Towarzystwa Chemicznego. Otrzymał 53 honorowych stopni (honoris causa, w tym także Politechniki Wrocławskiej i Uniwersytetu Jagiellońskiego), a także wiele odznaczeń, między innymi Medal Rumforda od Royal Society of London, Imperial Order of the Rising Sun (Gold & Silver Medals), Japan; Medal Kartezjusza, Paryż.

## Działalność naukowa
Ilya Prigogine otrzymał Nagrodę Nobla w dziedzinie chemii w 1977 za pracę na temat termodynamiki układów działających dynamicznie w warunkach nierównowagowych. Argumentował on (matematycznie, nie eksperymentalnie), że układy dalekie od równowagi, z dużym przepływem energii, mogą produkować wyższy stopień porządku. Badania Prigogine doprowadziły do podważenia modelu nauki klasycznej, koncentrującej się na badaniu procesów deterministycznych i do odejścia od deterministycznego modelu rzeczywistości na rzecz modelu świata, w którym regułą jest przypadkowość i nieodwracalność. Prigiogine sformułował jedną z podstawowych teorii procesów nierównowagowych. Jego prace dały podstawy do nauki o chaosie.
Wiodącym zagadnieniem pracy naukowej Ilya Prigogine była rola czasu w naukach fizycznych i w biologii. Przyczynił się znacząco do zrozumienia procesów nieodwracalnych, szczególnie w systemach dalekich od równowagi. Skutki jego prac nad strukturami rozpraszającymi pobudziły wielu naukowców na świecie i miały duże konsekwencje dla współczesnego zrozumienia systemów biologicznych. Prigogine był współtwórcą teorii chaosu.
W klasycznej termodynamice dyssypacja energii przy przepływie ciepła, tarciu i podobnych procesach zawsze powiązana była ze stratą. Pojęcie struktury dyssypatywnej Prigogine'a wprowadziło radykalną zmianę w tym ujęciu pokazując, że w otwartych systemach dyssypacja może stać się źródłem porządku. W chaotycznym zachowaniu się układu, w którym ma miejsce bardzo wielka dyssypacja energii kształtują się pewne tymczasowe struktury i wkrótce zanikają. Nigdy natomiast nie wykazał – nawet matematycznie – że struktury te powielają się lub generują jeszcze wyższe stopnie porządku. Użył on przykładu niewielkich wirów w filiżance gorącej kawy. Podobnym przykładem byłby dużo większy "wir" w trakcie tornada czy huraganu. Można je postrzegać jako "struktury" i wyglądają jak "uporządkowane", ale szybko zanikają ostatecznie zwiększając a nie zmniejszając entropię układu rozpatrywanego jako całość.